# Idiocera thaiicola
Idiocera thaiicola är en tvåvingeart som först beskrevs av Alexander 1953.  Idiocera thaiicola ingår i släktet Idiocera och familjen småharkrankar.
Artens utbredningsområde är Thailand. Inga underarter finns listade i Catalogue of Life.